# Mitchell-River-Nationalpark (Victoria)
Der Mitchell-River-Nationalpark ist ein Nationalpark im östlichen Gippsland im australischen Bundesstaat Victoria. Er liegt ca. 300 Kilometer östlich von Melbourne und etwa 40 Kilometer nördlich von Bairnsdale.

## Mitchell River
Die wichtigste Attraktion des Parks ist der Mitchell River selbst. Er ist der längste unregulierte Fluss in Victoria und bietet einen unvergleichlichen Auwald.
Laut der Land Conservation Council Rivers & Streams Special Investigation 1990 ist er ein wichtiges Beispiel für das großflächige biologische System, das früher im gesamten Südosten Australiens verbreitet war. Der Mitchell River wurde 1992 in die Liste australischer Naturdenkmäler aufgenommen.

## Der Park
Der Nationalpark umgibt den Mitchell River dort, wo er sich durch die felsige Hochfläche gefressen und dabei hohe Felsklippen und verschiedene Klammen geschaffen hat.
Der Park entstand 1963 als Glenaladale National Park nachdem die Australian Paper Manufacturers Ltd. 1,63 Quadratkilometer Land gespendet hatten. 1986 kamen weitere 118 Quadratkilometer Land dazu und der Name wurde in Mitchell River National Park geändert. 2003 wurde dieser Park nochmals um 23,75 Quadratkilometer erweitert, sodass er heute 142,5 Quadratkilometer umfasst.
In einigen Klammen findet man Reste des subtropischen Regenwaldes, eines der südlichsten Vorkommen dieser Art von Regenwald auf der Erde. Er kann hier überleben, weil die steilen Wände der Klammen ihn vor den jedes Jahr auftretenden trockenen Sommerwinden und den gelegentlichen Waldbränden in dieser Gegend schützen.
Es gibt dokumentierte Sichtungen von mehr als 150 Vogelarten und 25 Säugetierarten im Park. Die Vegetation besteht z. B. aus papierrindigen Wassereukalyptus-Bäumen, Lilly-Pillys, Hammelprimeln, Farnen, Moosen, Kletterpflanzen und Lianen. In trockeneren Lagen dominieren typisch australische Arten, wie Akazien und Eukalyptus.
Der Mitchell River ist auch ein wichtiger Ort für die Kurnai, insbesondere für die Brabuwooloong und die Brayakuloong aus dem mittleren Gippsland. Eine der Sehenswürdigkeiten des Parks ist der Den of Nargun, der in einigen Aborigineslegenden erwähnt wird.
Gold wurde 1857 in der Gegend entdeckt. Alluviale Felder entlang dem Mitchell River und seiner Nebenflüsse wurden im 20. Jahrhundert bearbeitet, aber es gab auch Goldbergbau in den 1860er-Jahren. Später nutzten die Europäer die Gegend hauptsächlich zum Holzeinschlag und als Farmland.

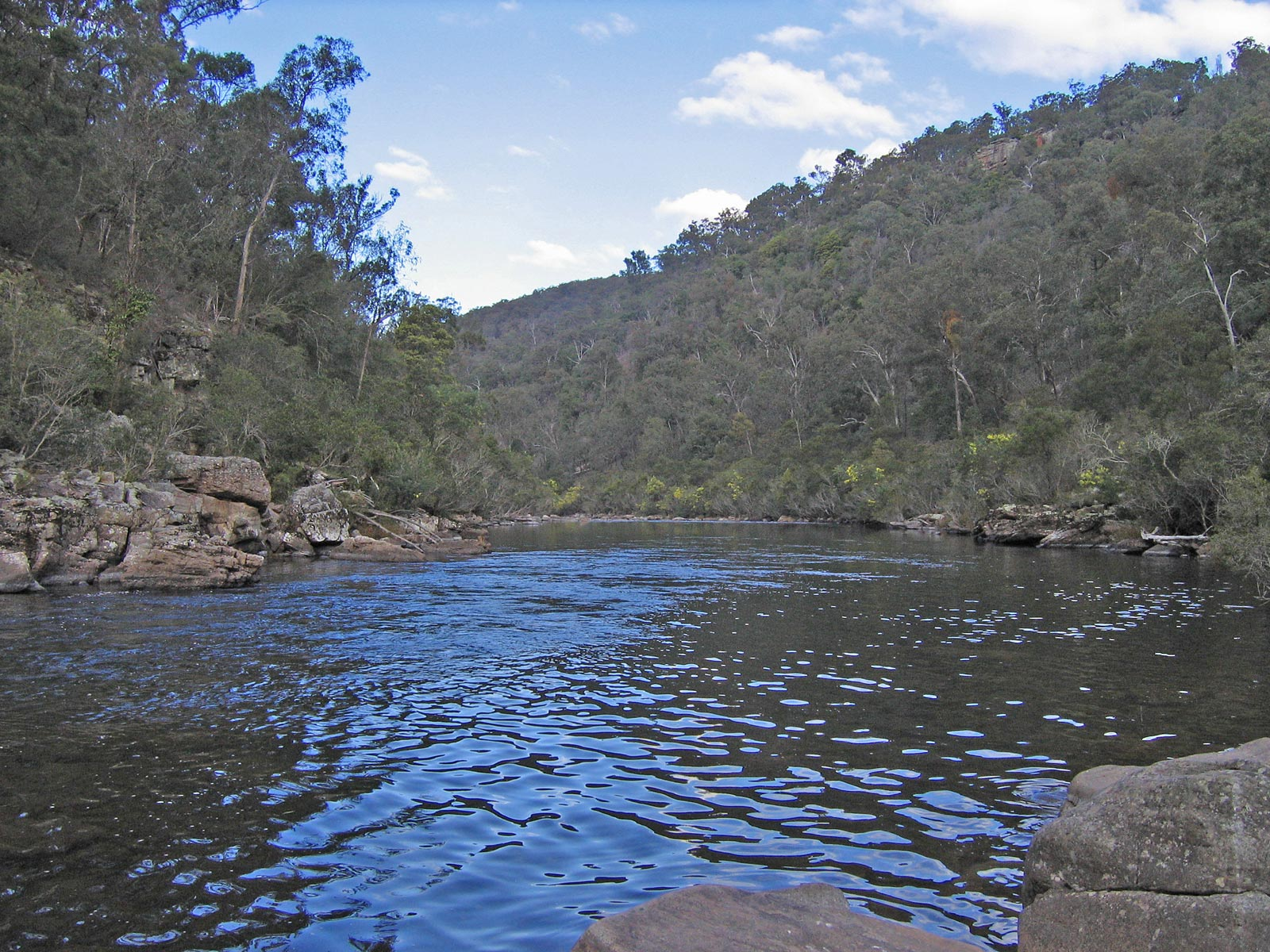
Mitchell River in der Nähe der Mündung des Woolshed Creek
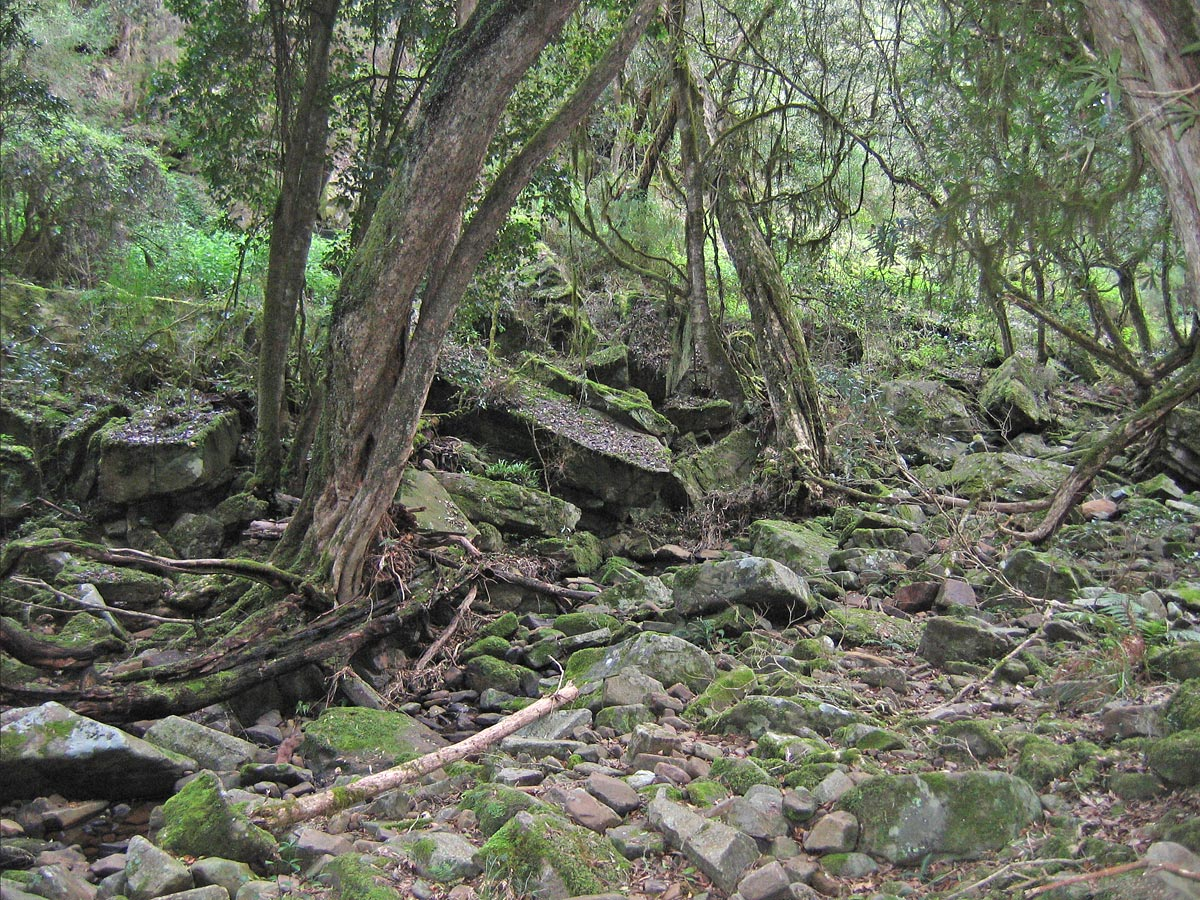
Warm-gemäßigter Regenwald entlang des Woolshed Creek
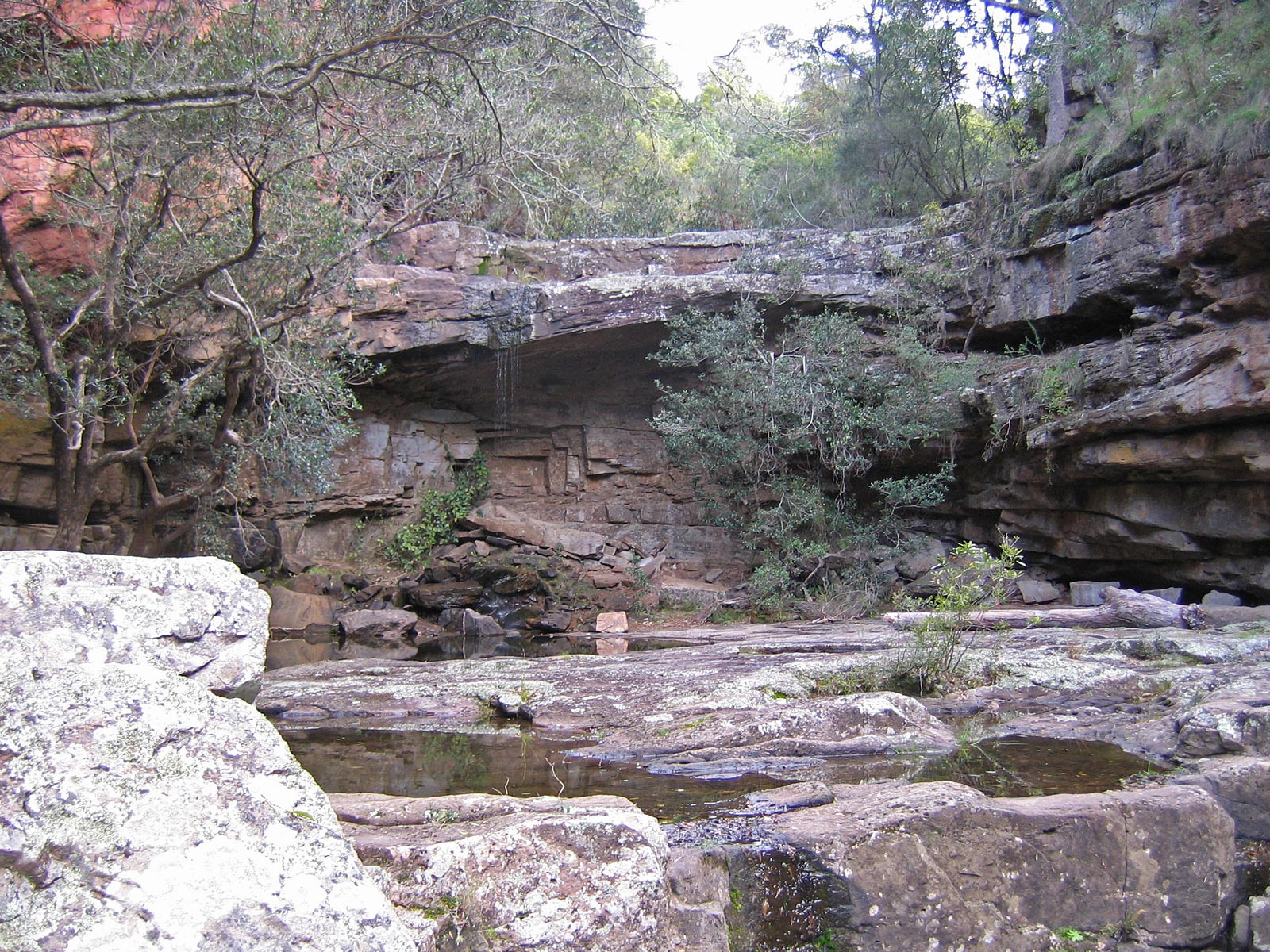
Deadcock Den, ein kulturell wichtiger Ort für die Kurnai-Frauen

## Den of Nargun und Deadcock Den

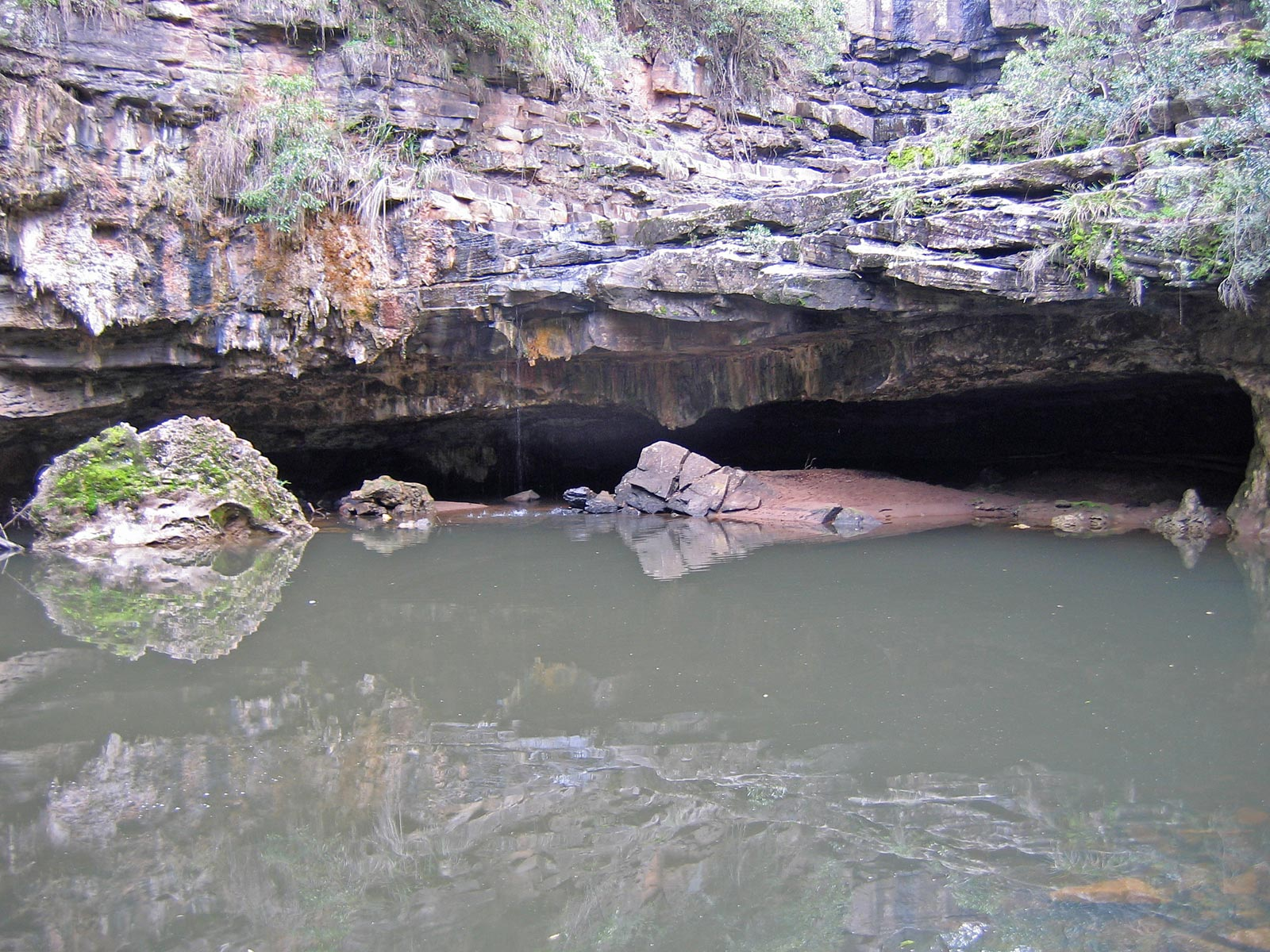
Den of Nargun

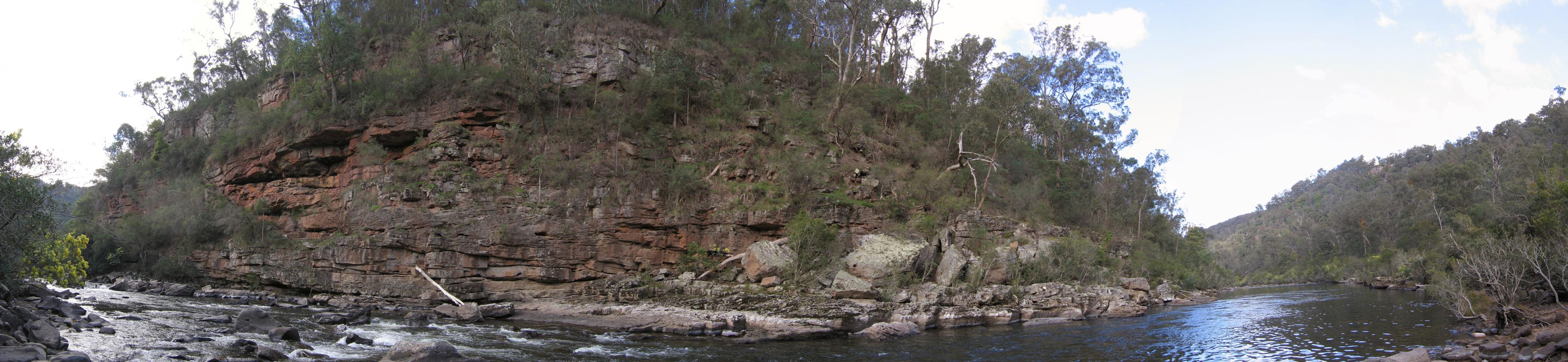
Panorama des Mitchell River, der sich in den Fels des Mitchell-River-Nationalparks eingegraben hat.

Nach den Stammeslegenden der Kurnai war der Nargun eine wilde Kreatur, halb Mensch und halb Stein, der im Den of Nargun, einer Höhle unter einem überhängenden Felsen hinter einem kleinen Wasserfall, hauste. Diese Höhle findet sich am Woolshed Creek, einem kleinen Nebenfluss des Mitchell River, etwa einen Kilometer oberhalb der Bachmündung. In der Legende soll der Nargun Kinder entführt haben, die den Gezeitentümpel besuchten. Es heißt, dass der Nargun nicht  mit Bumerangs oder Speeren bekämpft werden konnte, da sie auf den Werfer zurückprallten.
Der Den of Nargun galt als besonderer Ort für die Kurnai-Frauen, da er für Initiations- und Lernzeremonien genutzt wurde. So dienten die Legenden wohl dazu, Kinder von jenem geweihten Ort fernzuhalten und dafür zu sorgen, dass sie in der Nähe des Lagers blieben. Die Höhle war einst von Stalaktiten gesäumt, aber leider wurden diese über die Jahre von Souvenirjägern abgebrochen.
Eine weitere, weniger bekannte Höhle, der Deadcock Den liegt ebenfalls am Woolshed Creek, etwas unterhalb des Den of Nargun, nur 200 m vor seiner Mündung in den Mitchell River. Auch dieser Ort war kulturell besonders wichtig für die Kurnai, besonders für die Frauen.